# Nampalys Mendy
Nampalys Mendy (* 23. června 1992 La Seyne-sur-Mer) je senegalský profesionální fotbalista s francouzskými kořeny, který hraje na pozici defensivního záložníka za francouzský klub RC Lens a za senegalský národní tým.

## Reprezentační kariéra
Nampalys Mendy nastupoval za francouzské mládežnické reprezentace včetně U21.
V březnu 2021 byl Mendy poprvé povolán do senegalské reprezentace. Debutoval při bezbrankové remíze proti Kongu.

## Statistiky

### Klubové
K 27. říjnu 2021
| Klub           | Sezóna  | Liga           | Liga   | Liga | Národní pohár | Národní pohár | Ligový pohár | Ligový pohár | Evropské poháry | Evropské poháry | Ostatní | Ostatní | Celkem | Celkem |
| Klub           | Sezóna  | Liga           | Zápasy | Góly | Zápasy        | Góly          | Zápasy       | Góly         | Zápasy          | Góly            | Zápasy  | Góly    | Zápasy | Góly   |
| -------------- | ------- | -------------- | ------ | ---- | ------------- | ------------- | ------------ | ------------ | --------------- | --------------- | ------- | ------- | ------ | ------ |
| Monaco         | 2010/11 | Ligue 1        | 14     | 0    | 0             | 0             | 1            | 0            | —               | —               | —       | —       | 15     | 0      |
| Monaco         | 2011/12 | Ligue 2        | 28     | 0    | 0             | 0             | 1            | 0            | —               | —               | —       | —       | 29     | 0      |
| Monaco         | 2012/13 | Ligue 2        | 32     | 0    | 0             | 0             | 4            | 0            | —               | —               | —       | —       | 36     | 0      |
| Monaco         | Celkem  | Celkem         | 74     | 0    | 0             | 0             | 6            | 0            | 0               | 0               | —       | —       | 80     | 0      |
| Nice           | 2013/14 | Ligue 1        | 36     | 0    | 3             | 0             | 2            | 0            | 2               | 0               | —       | —       | 43     | 0      |
| Nice           | 2014/15 | Ligue 1        | 36     | 0    | 1             | 0             | 1            | 0            | —               | —               | —       | —       | 38     | 0      |
| Nice           | 2015/16 | Ligue 1        | 38     | 1    | 1             | 0             | 1            | 0            | —               | —               | —       | —       | 40     | 1      |
| Nice           | Celkem  | Celkem         | 110    | 1    | 5             | 0             | 4            | 0            | 2               | 0               | —       | —       | 121    | 1      |
| Leicester City | 2016/17 | Premier League | 4      | 0    | 3             | 0             | 0            | 0            | 1               | 0               | 1       | 0       | 9      | 0      |
| Leicester City | 2017/18 | Premier League | 0      | 0    | 0             | 0             | 1            | 0            | —               | —               | —       | —       | 1      | 0      |
| Leicester City | 2018/19 | Premier League | 31     | 0    | 0             | 0             | 1            | 0            | —               | —               | —       | —       | 32     | 0      |
| Leicester City | 2019/20 | Premier League | 7      | 0    | 1             | 0             | 0            | 0            | —               | —               | —       | —       | 8      | 0      |
| Leicester City | 2020/21 | Premier League | 23     | 0    | 2             | 0             | 0            | 0            | 4               | 0               | —       | —       | 29     | 0      |
| Leicester City | 2021/22 | Premier League | 0      | 0    | 0             | 0             | 1            | 0            | 0               | 0               | 0       | 0       | 1      | 0      |
| Leicester City | Celkem  | Celkem         | 65     | 0    | 6             | 0             | 3            | 0            | 5               | 0               | 1       | 0       | 80     | 0      |
| Nice (host.)   | 2017/18 | Ligue 1        | 14     | 0    | 1             | 0             | 0            | 0            | 4               | 0               | —       | —       | 19     | 0      |
| Celkem         | Celkem  | Celkem         | 263    | 1    | 12            | 0             | 13           | 0            | 11              | 0               | 1       | 0       | 300    | 1      |

### Reprezentační
K 6. únoru 2022
| Senegal | Senegal | Senegal |
| Rok     | Zápasy  | Góly    |
| ------- | ------- | ------- |
| 2021    | 8       | 0       |
| 2022    | 5       | 0       |
| Celkem  | 13      | 0       |